# Saintvincentskogssångare
Saintvincentskogssångare (Catharopeza bishopi) är en starkt utrotningshotad fågel i familjen skogssångare. Den förekommer endast på en enda ö i Västindien.

## Utseende och läten
Saintvincentskogssångaren är en 14,5 cm lång svartvit skogssångare. Adulta fåglar har svartaktig huva och ovansida samt likfärgat bröstband. Undersidan är vit med gråaktiga flanker. Runt ögat syns en bred, vit ring. De yttre stjärtpennorna är vitspetsade. Ungfåglar är brunaktiga, mer smutsfärgade och har en liten vit fläck på näbben. Den ses ofta resa stjärten. Lätet beskrivs som en serie stigande toner som ökar i volym och avslutas emfatiskt.

## Utbredning och systematik
Fågeln placeras som enda art i släktet Catharopeza. Den förekommer enbart i bergsskogar på ön Saint Vincent i Små Antillerna.

## Status
Internationella naturvårdsunionen listar arten som starkt hotad grundat på det mycket begränsade utbredningsområdet och det lilla beståndet bestående av cirka 2000–3300 vuxna individer. Inga data finns som bekräftar någon trend, men den misstänks minska i antal på grund av pågående habitatförstörelse.

## Namn
Fågelns svenska och vetenskapliga artnamn hedrar Nathaniel Holmes Bishop (1837-1902), amerikansk upptäcktsresande och grundare av American Canoe Association 1880.